# Nymphetamine
Nymphetamine — шестой студийный альбом английской метал-группы Cradle of Filth, выпущенный 27 сентября 2004 года на лейбле Roadrunner Records. Это первая запись группы с новым гитаристом Джеймсом МакИллроем, который также известен как «Germs Warfare».
Название альбома происходит от смешения слов «нимфомания» (сексуальная озабоченность) и «амфетамин» (психоактивный наркотик).

## Список композиций
1. Satyriasis (Intro) — 01:41
2. Gilded Cunt — 04:08
3. Nemesis — 07:18
4. Gabrielle — 05:27
5. Absinthe with Faust — 05:14
6. Nymphetamine [Overdose] — 09:15
7. Painting Flowers White Never Suited My Palette — 01:57
8. Medusa and Hemlock — 04:43
9. Coffin Fodder — 05:18
10. English Fire — 04:45
11. Filthy Little Secret — 06:16
12. Swansong for a Raven — 07:08
13. Mother of Abominations — 07:33
14. Nymphetamine [fix] — 05:02

## Участники записи
- Дэни Филт — вокал
- Пол Аллендер — гитара
- Джеймс МакИлрой James McKillboy — гитара
- Дэйв Пайбус[англ.] — бас
- Мартин Пауэлл — клавиши
- Адриан Эрландссон — ударные
- Сара Джезебел Дэва — вокал
- Лив Кристин — вокал на треке 6 и 14